# Mirosternus varius
Mirosternus varius är en skalbaggsart som beskrevs av Perkins 1910. Mirosternus varius ingår i släktet Mirosternus och familjen trägnagare. Inga underarter finns listade i Catalogue of Life.